# Richard Görz
Richard Görz (* 6. März 1811 in Bleidenstadt; † 26. November 1880 in Wiesbaden) war ein deutscher Architekt und nassauischer bzw. preußischer Baubeamter, der vor allem im Raum Wiesbaden wirkte.

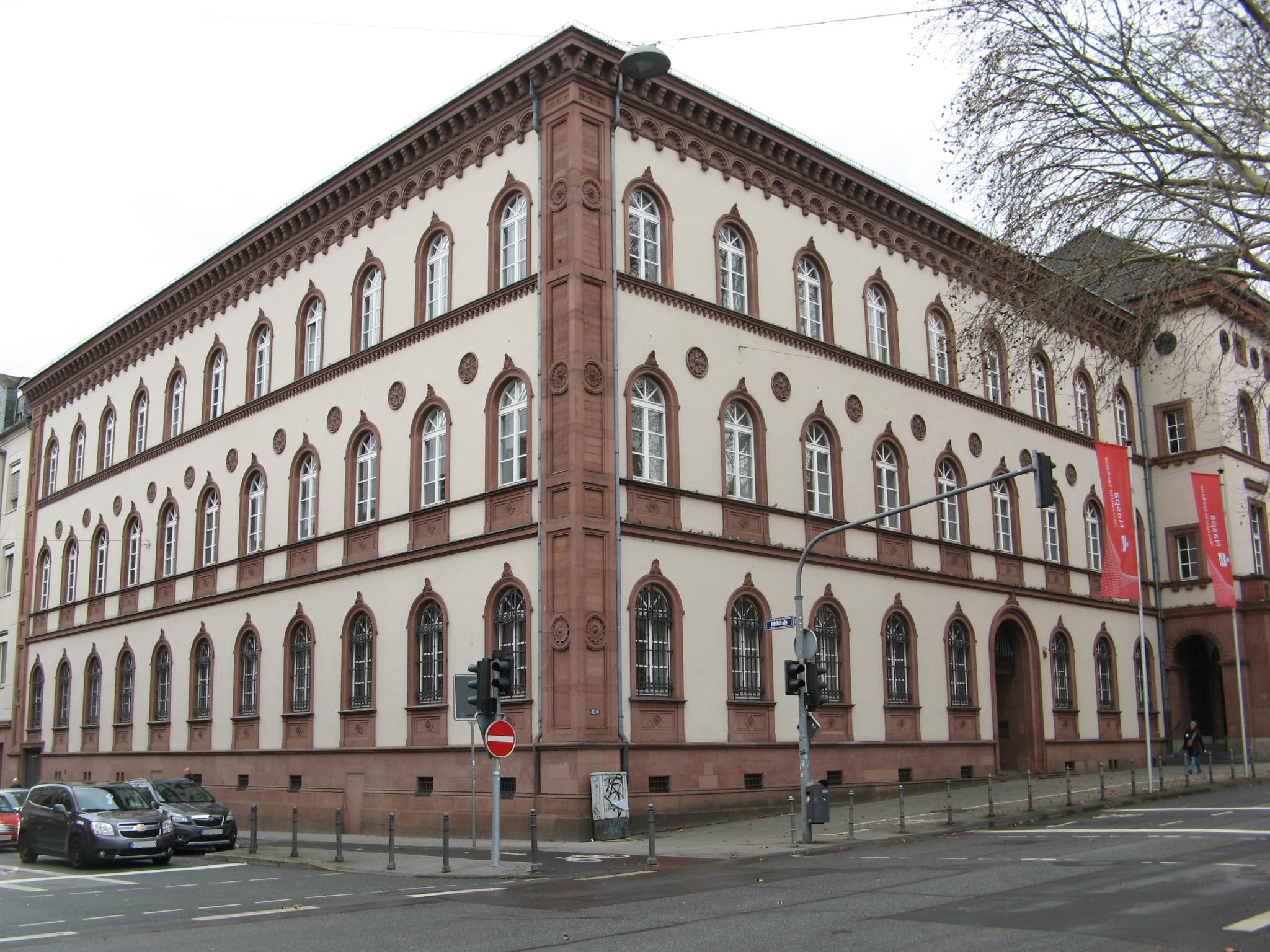
Ostflügel der Nassauischen Sparkasse in Wiesbaden, zwischen 1860 und 1863 errichtet

## Leben
Richard Görz, Sohn eines herzoglich nassauischen Amtmanns, ließ sich bald nach Absolvierung des nassauischen Staatsexamens (1830) in Wiesbaden nieder und wirkte zunächst von 1835 bis 1840 als Akzessist für den Baubezirk Wiesbaden, dem er ab 1840 als Landbaumeister vorstand. 1837 bis 1841 (ab 1840 als Hofbaumeister) hatte er die Bauleitung am Schloss Wiesbaden inne. 1860 bis 1863 erbaute er die Nassauische Landesbank und das Justizgebäude in Wiesbaden. In zahlreichen Funktionen und Kommissionen avanciert er 1864 zum Oberbaurat und wurde 1866 in den preußischen Staatsdienst übernommen. 1868 erhielt er den Titel Geheimer Regierungsrat. Im darauffolgenden Jahr trat er in den Ruhestand, den er dem Studium der Baudenkmäler des Lahngebietes widmete.

## Schriften
- Die Peterskirche zu Mainz constructiv erläutert. Mainz 1847.
- Das graue Haus zu Winkel im Rheingau. Wiesbaden 1852.
- Die Heiliggrab-Kapelle zu Weilburg a. d. Lahn. Wiesbaden 1852.
- Chemische und practische Untersuchung der wichtigsten Kalke des Herzogthums Nassau. Wiesbaden 1854.
- Die Abteikirche zu Marienstatt bei Hachenburg. Wiesbaden 1867.
- Die Abteikirche zu Arnstein an der Lahn. Kurzgefasste Baugeschichte und architektonische Beschreibung. Wiesbaden 1881.